# 万宸妃
靖莊安穆宸妃，亦稱為萬宸妃（1431年—1467年11月22日），正五品錦衣衛帶俸正千戶萬聚之女，明朝明英宗朱祁鎮之宸妃，生四子二女。

## 生平
根據《明實錄》的記載，萬氏是正五品錦衣衛千戶萬聚之女，宣德六年（1431年）出生，宣德八年（1433年）選入內庭，其後成為明英宗的嬪御，是否獲封妃嬪封號不詳。正統十三年四月初五日（1448年5月7日），生皇次子德莊王朱見潾。正統十四年七月十四日（1449年8月2日），生皇三子朱見湜。
土木之變後，被釋放回國的明英宗被幽禁於南宮，萬氏當跟隨英宗居於此。景泰四年（1453年）左右，生淳安公主。景泰五年十月初十日（1454年10月31日），生廣德公主朱延祥。景泰七年六月初九日（1456年7月11日），生皇七子吉簡王朱見浚。
景泰八年正月十七日（1457年2月11日），趁景泰帝病重不能臨朝之機，手握重兵的武清侯石亨、副都御史徐有貞等人聯合太監曹吉祥，率死士攻入南宮，擁立明英宗復位。當天凌晨，英宗自東華門進入奉天殿復位，同日黎明時打開宮門諭令百官，正月二十一日改元天順，史稱「奪門之變」。天順元年四月十三日（1457年5月6日），冊立貴妃周氏及諸妃，明英宗派遣太平侯張軏為正使，武功伯徐有貞為副使持節行禮，萬氏應在此時被冊封為宸妃。同年十一月初四日（1457年11月20日），進陞錦衣衛優給指揮使錢僧護為都指揮使，大寧都司都指揮僉事魏忠為都指揮同知，昌平縣民周能、涿鹿衛軍萬聚為正千戶，俱錦衣衛帶俸，「以后妃親也」。
天順二年閏二月初四日（1458年3月18日），萬宸妃生皇八子忻穆王朱見治。天順八年正月十六日（1464年2月22日），明英宗病重，召皇太子朱見深及太監牛玉等人到病榻前，囑咐他們說殉葬不是古禮，仁者不忍，所以眾妃不必殉葬，並且吩咐他們要挑選好地方建造陵寢，錢皇后壽終之後與他合葬，貞順懿恭惠妃劉氏的墳墓亦需遷來，以後諸妃依次祔葬。翌日，明英宗駕崩，萬宸妃等明英宗遺孀開始守寡生活，不需要殉葬。
成化三年十月二十六日（1467年11月22日），萬宸妃去世，終年三十七歲。明英宗的兒子明憲宗朱見深輟朝五日，自聞喪至掩壙，喪儀祭葬悉如制，並且賜四字謚號「靖莊安穆」，稱萬氏為靖莊安穆宸妃。萬宸妃葬在北京金山。